# O Quadro
O quadro é uma pintura de Frida Kahlo. A data de criação é 1938. Está localizada em Centro Georges Pompidou.

## Descrição
A obra foi produzida com tinta a óleo sobre placas de alumínio e um espelho.
Trata-se de um autorretrato de Kahlo e foi considerado o primeiro quadro de um artista mexicano no século XX a ser adquirido por um museu internacional de destaque, quando foi comprado pelo Louvre em 1939.[carece de fontes?]
Foi a única venda de Kahlo em uma exposição em sua homenagem em Paris.